# オーストラリアサンカノゴイ
オーストラリアサンカノゴイ (濠太剌利山家五位、学名：Botaurus poiciloptilus) は、ペリカン目サギ科に分類される鳥類の一種である。

## 分布
オーストラリア南部、タスマニア、ニュージーランドに分布する。

## 形態
全長66-76cm。雄の方が雌よりも大きい。成鳥は頭は濃い灰褐色で、眼の上が黄色がかった赤褐色、眼の下から頸、背中にかけては黒褐色である。背中から翼にかけて茶褐色の様々な形の斑が散在している。体の下面は淡い黄褐色で、褐色の縦斑と横斑が混じっている。上嘴は褐色、下嘴は黄色で脚は黄緑色。
幼鳥は成鳥に比べて、全身の色が淡い。

## 生態
アシなどが茂った湿地や沼地に生息する。
魚類や両生類、爬虫類、昆虫類などを捕食する。小型の鳥類や哺乳類を食べることもある。
繁殖期は8月-1月で、湿地のアシ原や藪などに営巣する。1腹3-6個の卵を産む。抱卵期間は25-28日である。造巣、抱卵、育雛は雌のみが行う。雛は2-3週で巣から出て巣の近くで過ごす。約50日で親から独立する。

## 人間との関係
生息地である湿地の汚染等による破壊や、気候の乾燥化による湿地の減少が原因で、生息数は減少している。